# Don't Cry
Don't Cry è un singolo del gruppo musicale statunitense Guns N' Roses.
Di questo brano esistono due versioni con testi differenti, rispettivamente pubblicate negli album Use Your Illusion I ed Use Your Illusion II (usciti entrambi nel 1991).

## Descrizione
Come spiegato dal frontman Axl Rose, il brano è stato composto dopo che una ragazza gli disse di non piangere dopo avergli detto addio: Rose ci stava provando da tempo con una ragazza che usciva con Izzy Stradlin; Axl la amava molto, ma lei, avendo capito che la loro relazione non avrebbe funzionato, gli aveva preferito Izzy, e così una sera, mentre Axl si trovava seduto su una panchina di fronte al locale Roxy e lei lo stava salutando per l'ultima volta, Axl piangeva e lei gli disse allora "Non piangere". La canzone venne scritta da Axl e gli altri la sera successiva in soli 5 minuti.
Alle parti vocali del brano collaborò anche Shannon Hoon dei Blind Melon, amico di gioventù del frontman Axl Rose e come lui dell'Indiana.
Ron "Bumblefoot" Thal, uno dei chitarristi della formazione recente dei Guns N' Roses, ha eseguito una versione strumentale di Don't Cry durante il Chinese Democracy Tour.
Il brano risulta essere inoltre uno dei primi dal gruppo, come testimonia una registrazione del 1985 dal vivo.

## Video musicale
Il videoclip mostra il personaggio protagonista in compagnia della moglie, ma anche i suoi problemi interiori.
Nel video appare il tastierista Dizzy Reed con un poster fatto a mano che dice Where's Izzy? in riferimento al chitarrista Izzy Stradlin, che in quel periodo aveva da poco lasciato la band. Rose appare con un cappellino della squadra di baseball St. Louis Cardinals. Si dice che vi siano riferimenti al loro incidente a St. Louis, dove Rose litigò con un videoamatore che riprendeva il gruppo, scatenando una rissa.
C'è anche un cappellino dedicato ai Nirvana, che Axl esibisce sul braccio sinistro nello studio di uno psichiatra. Rose, fan dichiarato dei Nirvana, chiese loro di suonare con i Guns durante lo Use Your Illusion Tour. Tuttavia il frontman Kurt Cobain, che detestava i Guns N' Roses (come documentato dalla biografia Come As You Are, di Michael Azerrad), declinò l'invito.
Don't Cry è la prima parte di una video-trilogia che include anche i successivi November Rain ed Estranged.

## Tracce
CD singolo, 12"
1. Don't Cry (Original) – 4:42
2. Don't Cry (Alt. Lyrics) – 4:42
3. Don't Cry (Demo) – 4:42

MC, 7"
- Lato A

1. Don't Cry (Original) – 4:42

- Lato B

1. Don't Cry (Alt. Lyrics) – 4:42

## Formazione
Gruppo
- Axl Rose – voce
- Slash – chitarra solista
- Izzy Stradlin – chitarra ritmica, cori
- Duff McKagan – basso, cori
- Dizzy Reed – tastiera
- Matt Sorum – batteria

Altri musicisti
- Shannon Hoon – voce

## Classifiche

### Classifiche settimanali
| Classifica (1991)             | Posizione massima |
| ----------------------------- | ----------------- |
| Australia                     | 5                 |
| Belgio (Fiandre)              | 10                |
| Canada                        | 11                |
| Finlandia                     | 1                 |
| Francia                       | 25                |
| Germania                      | 22                |
| Irlanda                       | 1                 |
| Italia                        | 10                |
| Norvegia                      | 2                 |
| Nuova Zelanda                 | 2                 |
| Paesi Bassi                   | 7                 |
| Regno Unito                   | 8                 |
| Spagna                        | 10                |
| Stati Uniti                   | 10                |
| Stati Uniti (mainstream rock) | 3                 |
| Svezia                        | 9                 |
| Svizzera                      | 3                 |

### Classifiche di fine anno
| Classifica (1991) | Posizione |
| ----------------- | --------- |
| Canada            | 87        |
| Italia            | 46        |
| Nuova Zelanda     | 25        |
| Paesi Bassi       | 69        |